# Everyday Is Christmas
Everyday Is Christmas (с англ. — «Каждый день — Рождество») — восьмой студийный и рождественский альбом австралийской певицы Сии. Пластинка издана 17 ноября 2017 года на лейблах Atlantic и Monkey Puzzle. Запись состоит из авторских песен, написанных и спродюсированных Сией в сотрудничестве с Грегом Кёрстином. Композиция «Santa’s Coming for Us» была выпущена в качестве первого сингла в поддержку Everyday Is Christmas 30 октября 2017 года.

## Промокампания
Первый сингл в поддержку Everyday Is Christmas, «Santa’s Coming for Us», был выпущен наряду с предзаказом альбома в iTunes 30 октября 2017 года.

## Список композиций
Список композиций альбома адаптирован с сайта Billboard
| №                   | Название                          | Автор(ы)                  | Продюсер(ы)         | Длительность |
| ------------------- | --------------------------------- | ------------------------- | ------------------- | ------------ |
| 1.                  | «Santa’s Coming for Us»           | Sia Furler • Greg Kurstin | Greg Kurstin        | 3:26         |
| 2.                  | «Candy Cane Lane»                 | Furler • Kurstin          | Kurstin             | 3:32         |
| 3.                  | «Snowman»                         | Furler • Kurstin          | Kurstin             | 2:45         |
| 4.                  | «Snowflake»                       | Furler • Kurstin          | Kurstin             | 4:02         |
| 5.                  | «Ho Ho Ho»                        | Furler • Kurstin          | Kurstin             | 3:25         |
| 6.                  | «Puppies Are Forever»             | Furler • Kurstin          | Kurstin             | 3:43         |
| 7.                  | «Sunshine»                        | Furler • Kurstin          | Kurstin             | 3:25         |
| 8.                  | «Underneath the Mistletoe»        | Furler • Kurstin          | Kurstin             | 3:50         |
| 9.                  | «Everyday Is Christmas»           | Furler • Kurstin          | Kurstin             | 3:23         |
| 10.                 | «Underneath the Christmas Lights» | Furler • Kurstin          | Kurstin             | 3:36         |
| Общая длительность: | Общая длительность:               | Общая длительность:       | Общая длительность: | 35:07        |

| №                   | Название             | Автор(ы)            | Продюсер(ы)         | Длительность |
| ------------------- | -------------------- | ------------------- | ------------------- | ------------ |
| 11.                 | «My Old Santa Claus» | Furler • Kurstin    | Kurstin             | 3:24         |
| Общая длительность: | Общая длительность:  | Общая длительность: | Общая длительность: | 38:31        |

1 ноября 2018 года Сия выпустила переиздание альбома Everyday Is Christmas с тремя бонусными треками: «Round and Round», «Sing for my life» и «My old Santa Claus».
| №                   | Название             | Автор(ы)                   | Длительность |
| ------------------- | -------------------- | -------------------------- | ------------ |
| 11.                 | «Round And Round»    | Joe Shapiro • Lou Stallman | 2:29         |
| 12.                 | «Sing For My Life»   |                            | 3:44         |
| 13.                 | «My Old Santa Claus» |                            | 3:24         |
| Общая длительность: | Общая длительность:  | Общая длительность:        | 44:44        |